# Humor vítreo
El humor vítreo es un líquido gelatinoso y transparente que rellena el espacio comprendido entre la superficie interna de la retina y la cara posterior del cristalino, dentro del globo ocular. Es más denso que el humor acuoso, el cual se encuentra en el espacio existente entre el cristalino y la córnea. Mantiene la forma del globo ocular.
Dentro del humor vítreo se pueden distinguir tres partes:
- La hialoides o membrana hialoidea, una fina membrana que lo rodea por fuera; existe una hialoides posterior y otra anterior.
- El córtex, que corresponde a la porción periférica más densa.
- El vítreo central, que posee menor densidad.

Está compuesto en un 99% por agua, el resto consiste en pequeñas cantidades de cloro, sodio, glucosa, potasio, colágeno, ácido hialurónico y proteínas. Ocupa cuatro quintas partes del volumen total del ojo y carece de vascularización, es decir, no está irrigado por ningún vaso sanguíneo.
El humor vítreo contribuye a mantener la forma del ojo y conseguir una superficie de la retina uniforme para que la recepción de imágenes sea nítida.
A diferencia de lo que ocurre con el humor acuoso, el humor vítreo no se renueva, pues solamente se forma durante la vida embrionaria. Contiene células fagocíticas que contribuyen a eliminar los detritus celulares que pueden acumularse en su interior y disminuir por tanto su transparencia. A veces la acumulación de estos desechos pueden crear una sombra en la retina que aparentemente se desplaza a través del campo visual. Este fenómeno muy frecuente se conoce como moscas volantes o miodesopsias.
Cuando el humor vítreo se opacifica por alguna circunstancia, por ejemplo una hemorragia vítrea o hemovítreo, se puede realizar una intervención quirúrgica conocida como vitrectomía. Mediante esta técnica el cirujano elimina el humor vítreo del ojo y lo reemplaza por una solución salina. La vitrectomía no está indicada generalmente a menos que la visión este disminuida, pues puede tener complicaciones como el desprendimiento de retina, infección y sangrado intraocular. La causa más frecuente de opacidad del vítreo es el sangrado producido por la retinopatía diabética.
El humor vítreo es el elemento usado en uno de los métodos de laboratorio para investigar el intervalo postmortal y la presencia de drogas y alcohol. Para ello se aprovecha que carece de vascularización, por lo que no se encuentra irrigada por ningún vaso sanguíneo y que está protegido de los traumatismos así como que es muy resistente a los fenómenos de la putrefacción. Mediante la punción de la cavidad posterior del ojo se extrae entre 2 a 5 centímetros cúbicos de la sustancia y luego se analiza en el laboratorio para verificar, entre otros valores, el contenido de potasio, pues hay una relación directa entre los valores de sodio y potasio. En las primeras horas posteriores al fallecimiento sube la cantidad de potasio y baja la de sodio, guardando una relación lineal durante las primeras 80 horas y en ocasiones hasta las 100 horas posteriores.